# فابيو ليما (لاعب كرة قدم مواليد 1981)
فابيو ليما (5 فبراير 1981 في البرازيل - ) هو لاعب كرة قدم برازيلي في مركز قلب الدفاع. لعب مع سسكا صوفيا ونادي غريميو بارويري وGoiânia Esporte Clube ‏ ونادي ميراسول وأميريكا فوتيبول كلوبي (أيس بي) وأسوسياو أتليتيكا إنترناسيونال ‏ ونادي ساو بينتو الرياضي وEsporte Clube XV de Novembro (Jaú) ‏ وأتلتيكو لينينسي وأتلتيكو يوفنتوس وسنترو سبورتيفو ألاغوانو وFC Gloria Buzău ‏.

## وصلات خارجية
- هذه المقالة غير مرتبط بويكي بيانات